# Lucas do Rio Verde
Lucas do Rio Verde es un municipio de Brasil localizado en el estado de Mato Grosso. Pertenece a la microrregión de Alto Teles Pires y a la mesorregión del Norte Mato-grossense, distante 334 km al norte de Cuiabá, la capital estatal. Su población fue estimada en 2016 por el Instituto Brasileño de Geografía y Estadística (IBGE), en 93.436 habitantes.

## Clima
El clima de Lucas do Rio Verde puede ser clasificado como clima tropical de sabana (Aw), de acuerdo con la clasificación climática de Köppen.

## Historia
La colonización fue incentivada por el régimen militar que pretendía ocupar los "vacíos demográficos del país". La ciudad se originó a través de un Proyecto de Asentamiento del INCRA. Varios colonos del sur del país se asentaron en parcelas de 200 ha., en la segunda mitad de la  década de 1970.
Lucas do Rio Verde es una ciudad que se desarrolló muy rápido, pues hasta finales de los años 90 no era servida con una red de energía eléctrica, poseía apenas motores generadores de aceite para el abastecimiento de la ciudad.
A inicios de los años 2000, la ciudad era predominantemente meridional, pero con el desarroloo  de los monocultivos, personas de varias regiones del país migraron a la ciudad, principalmente después de la llegada de empresas multinacionales.
El día 5 de agosto de 1982 se celebró la fecha de fundación del pueblo, incluso en el municipio de Diamantino. El 17 de marzo de 1986, el núcleo urbano fue elevó a condición de distrito y el 4 de julio de 1988, en su emancipación política y administrativa, ya tenía 5.500 habitantes.
Tres décadas después de la instalación del do 9.º BEC, en las márgenes de Río Verde, esta ciudad moderna y dinámica cuyo nombre rinde homenaje a Francisco Lucas, un ex tabaquero y pionero de la región, no recuerda aquella aldea donde todo era difícil y precario.